# Megaselia hirtitarsalis
Megaselia hirtitarsalis är en tvåvingeart som beskrevs av Rudolf Beyer 1966. Megaselia hirtitarsalis ingår i släktet Megaselia och familjen puckelflugor. Inga underarter finns listade i Catalogue of Life.